# Campus de Ofra
El Campus de Ofra es uno de los cinco campus de la Universidad de La Laguna. En él se ubica la Facultad de Ciencias de la Salud.

## Departamentos[1]
- Ciencias Médicas Básicas
- Cirugía
- Enfermería
- Fisioterapia
- Medicina Física y Farmacología
- Medicina Interna, Dermatología y Psiquiatría
- Obstetricia y Ginecología, Pediatría, Medicina Preventiva y Salud Pública, Toxicología, Medicina Legal y Forense y Parasitología